# ترور شینزو آبه
ترور شینزو آبه، نخست‌وزیر پیشین و از اعضای مجلس نمایندگان ژاپن در ۸ ژوئیهٔ ۲۰۲۲ (۱۷ تیر ۱۴۰۱)، هنگام سخنرانی در یک رویداد سیاسی، حدود ساعت ۱۱:۳۰ به وقت محلی (UTC+9) در خارج ایستگاه یاماتو سیدیجی در شهر نارا، استان نارا، ژاپن  روی داد. در هنگام سخنرانی در مبارزات انتخاباتی یکی از نامزدهای حزب لیبرال دموکرات، آبه از فاصلهٔ نزدیک و از پشت به‌وسیلهٔ یک سلاح گرم دست‌ساز، مورد اصابت گلوله قرار گرفت و با آمبولانس هوایی به بیمارستان دانشگاه پزشکی نارا منتقل شد. در ساعت ۱۷:۰۳ به وقت ژاپن، پنج ساعت و نیم پس از تیراندازی، مرگ او اعلام شد. مظنون حادثه با نام تتسویا یاماگامی، بدون مقاومت در صحنه دستگیر شد. یاماگامی به بازرسان گفته‌است که به‌علت ورشکستگی مادرش، از کلیسای اتحاد کینه داشته و آبه را به‌دلیل این‌که معتقد بود به این گروه نزدیک است، به قتل رساند. او آبه را به گسترش نفوذ کلیسا در ژاپن متهم کرد.
رهبران بسیاری از کشورها دستاوردهای آبه را ستودند و از مرگ او ابراز تاسف و ناراحتی کردند. ترور او اولین ترور نخست‌وزیر پیشین ژاپن پس از سایتو ماکوتو و تاکاهاشی کورکییو در جریان حادثه ۲۶ فوریه در سال ۱۹۳۶ و همچنین اولین ترور یکی از رهبران سابق گروه ۷ پس از ترور آلدو موروی ایتالیایی در سال ۱۹۷۸ بود.

## پیش‌زمینه
آبه در ابتدا قرار بود در ۸ ژوئیهٔ ۲۰۲۲ در استان ناگانو در حمایت از سانشیرو ماتسویاما، نامزد حزب لیبرال دموکرات (LDP) برای این استان در انتخابات آتی مجلس مشاوران که در ۱۰ ژوئیه برگزار می‌شود، سخنرانی کند. این رویداد به‌طور ناگهانی در ۷ ژوئیه، به‌دنبال اتهامات سوءرفتار و فساد مربوط به ماتسویاما، لغو و با رویداد مشابهی در استان نارا جایگزین شد که در آن آبه قرار بود در حمایت از کی ساتو سخنرانی کند. کی سانو، از اعضای حزب لیبرال دموکرات است که برای انتخاب مجدد در مجلس نمایندگان از این استان، نامزد شده‌است. شاخهٔ حزب لیبرال دموکرات در استان نارا ابتدا بیان کرد که این برنامه به‌طور گسترده برای عموم مردم، اطلاع‌رسانی نشده اما ان‌اچ‌کی گزارش داد که این رویداد، به‌طور گسترده در توییتر و توسط کامیون‌های صدا تبلیغ شده‌است.
در ۸ ژوئیهٔ ۲۰۲۲، حدود ساعت ۱۱:۱۰ به وقت ژاپن، کی ساتو در تقاطع جاده‌ای در نزدیکی خروجی شمالی ایستگاه یاماتو سیدیجی در نارا شروع به سخنرانی کرد. آبه ۹ دقیقه بعد وارد شد و سخنرانی خود را حدود ساعت ۱۱:۲۹ آغاز کرد. مردم از پیاده‌روهای اطراف به سخنرانی او گوش دادند.

## ترور

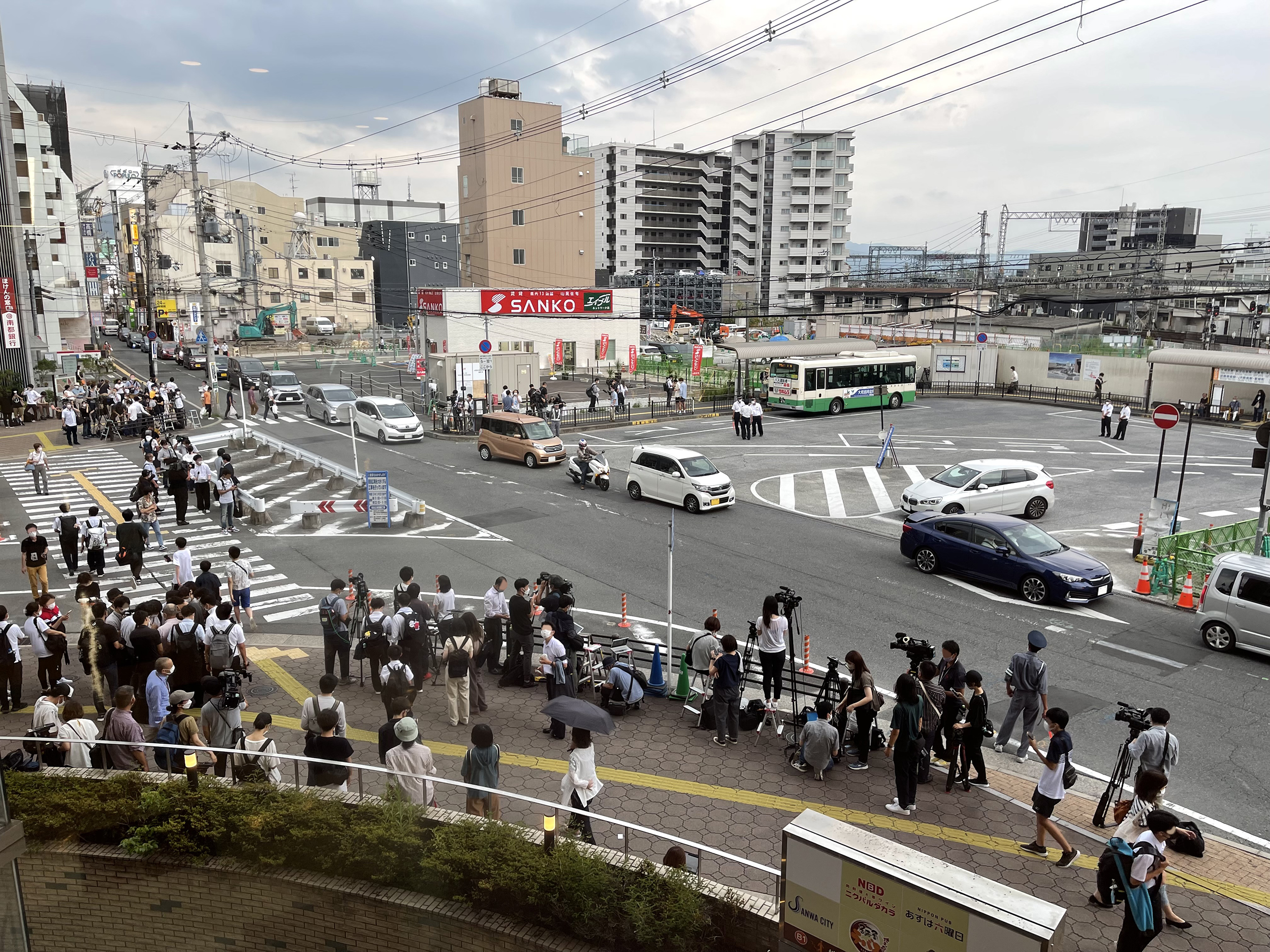
تقاطع جاده در ایستگاه یاماتو سیدیجی در ۸ ژوئیه ۲۰۲۲، چند ساعت پس از ترور آبه

در حالی‌که آبه در حال ایراد سخنرانی در خارج از ایستگاه ایستگاه یاماتو سیدیجی بود، عامل مظنون، به‌رغم حضور نیروهای امنیتی توانست تا چند متری نزدیک شود. در حوالی ساعت ۱۱:۳۰، آبه با یک سلاح گرم دست‌ساز که شبیه یک تفنگ شات‌گان دولول اره‌شده بود، مورد اصابت گلوله قرار گرفت. نخستین شلیک، از پشت سر آبه انجام شد و به او برخورد نکرد و او به‌سمت صدای شلیک، چرخید. در این هنگام، شلیک دوم انجام شد و این‌بار ساچمه‌ها به قلب، گردن و چانهٔ او برخورد کرد. سپس گروه امنیتی آبه، مظنون را بازداشت کرد.
آبه در ابتدا هوشیار بود و پس از شلیک گلوله، قادر به برقراری ارتباط با اطرافیان بود. مدت کوتاهی پس از آن، او با بالگرد اورژانس با زخمی در سمت راست گردن و خون‌ریزی داخلی زیر سینه در سمت چپ بدن، به بیمارستان محلی منتقل شد. گزارش شد که او هنگام ورود به بیمارستان دانشگاه پزشکی نارا در کاشیهارا هیچ علائم حیاتی نداشت. این موضوع، احتمالاً به‌دلیل ایست قلبی ریوی او پیش از ورود به بیمارستان، رخ داده‌است. در ساعت ۲:۴۵ بعدازظهر، یک کنفرانس مطبوعاتی توسط نخست‌وزیر فومیو کیشیدا برگزار شد که او اظهار داشت آبه در وضعیت بحرانی قرار دارد و «پزشکان هر کاری که می‌توانستند، انجام داده‌اند». با وجود تلاش پزشکان، درگذشت آبه در ساعت ۵:۰۳ بعدازظهر، حدود پنج ساعت و نیم پس از شلیک گلوله اعلام شد. او در هنگام مرگ، ۶۷ساله بود. هیدتادا فوکوشیما، پزشک بیمارستان، علت مرگ آبه را خونریزی اعلام کرد.

## واکنش‌ها

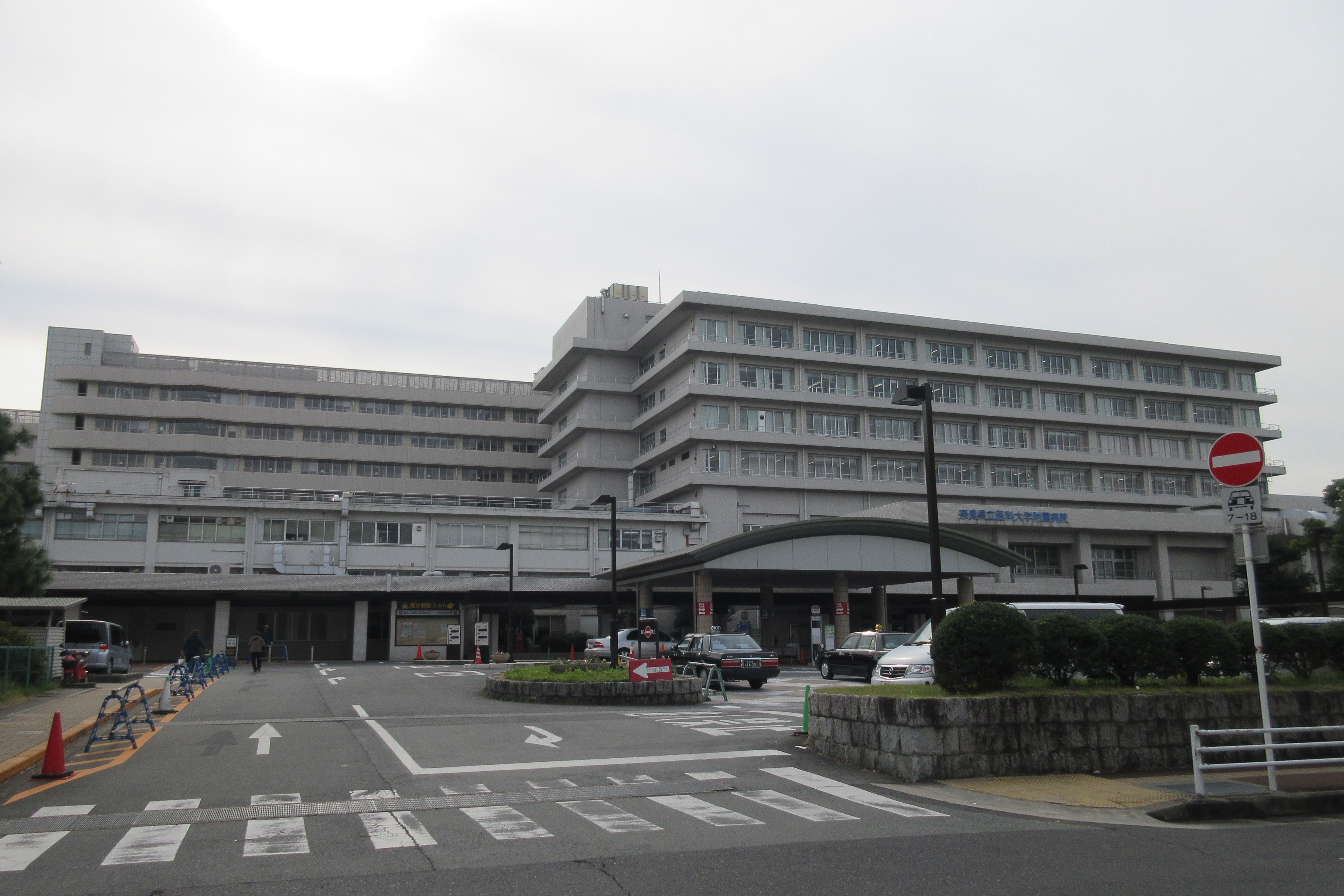
بیمارستان دانشگاه پزشکی نارا در کاشیهارا محل درمان شینزو ابه.

### داخلی
فومیو کیشیدا، نخست‌وزیر وقت ژاپن، این ترور را «عملی نابخشودنی» و «وحشیگری بزدلانه» خواند. کیشیدا با اشاره به این‌که آبه در حین سخنرانی مبارزات انتخاباتی برای کی ساتو، عضو مجلس نمایندگان، مورد اصابت گلوله قرار گرفت، ترور او را به‌عنوان یک حمله به دموکراسی ژاپن محکوم کرد و قول داد از «انتخابات آزاد و عادلانه به هر قیمتی» دفاع کند.
پیش از اعلام مرگ آبه، فرماندار توکیو، یوریکو کویکه بیان کرد: «بدون توجه به دلیل، چنین عمل شنیع مطلقاً نابخشودنی است. این توهین به دموکراسی است.» کازوئو شیی، رئیس حزب کمونیست ژاپن، در پستی در توییتر، این ترور را «وحشیانه» خواند و آن را حمله به آزادی بیان در اقدامی تروریستی خواند.

### بین‌المللی
در واکنش به تیراندازی و در پی آن مرگ آبه، نمایندگان بسیاری از کشورها، از جمله رهبران کنونی و پیشین جهان، همدردی و حمایت خود را از او ابراز کردند.